# Председнички избори у САД 1904.
Председнички избори у САД 1904. су били 30. избори по редоследу, и одржани су у уторак 8. новембра 1904. Актуелни Републикански председник Теодор Рузвелт је поразио кандидата Демократске странке Алтона Б. Паркера. Рузвелтова победа га је учинила првим председником који је након преузимања председничке позиције због смрти претходника, освојио свој пуни мандат.